# آیلرچن
ایلرچن (به آلمانی: Ailertchen) یک شهر در آلمان است که در راینلاند-فالتس واقع شده‌است.

## خصوصیات
ایلرچن ۵٫۵۸ کیلومترمربع مساحت دارد ۴۷۵ متر بالاتر از سطح دریا واقع شده‌است.